# Errol Bennett
Pour les articles homonymes, voir Bennett.
Errol Bennett, né à Papeete le 7 mai 1950 et mort le 3 juin 2025 à Arue (Polynésie française),, est un joueur de football, vice-champion d’Océanie avec Tahiti.
Il est membre de l'Église de Jésus-Christ des saints des derniers jours.
Il s'est joint à cette église (les mormons) en 1977, après quoi, il refuse de jouer au football le dimanche. Après son baptême, Napoléon Spitz, le chef de l'équipe de Bennett, tient une réunion dans laquelle il déclare que son équipe arrêterait de jouer le dimanche et toutes les équipes de football dans cette division ont accepté des rencontres les soirs de la semaine.
Bennett est aussi un agent de police à Tahiti. Il est le père de Naea Bennett, qui a également joué pour l'équipe nationale de Tahiti.

## Biographie
Dès l'âge de 10 ans, il s'était taillé une belle réputation dans l'équipe de l'école de la Marine à Papeete, mais ce n'est véritablement que vers l'âge de 17 ans et son incorporation dans l'équipe fanion du Central Sport de Papeete, le seul club qu'il ait jamais vraiment connu, qu'il se fit craindre et respecter pour sa pointe de vitesse et son sens du but. Ces derniers auraient pu faire des ravages chez les professionnels.  
Ainsi, de janvier à juin 1972, Errol Bennett passa six mois au Paris Saint-Germain, alors en 1re division nationale, mais ne s’adapta pas au football et au climat de la métropole. C'est donc à Central Sport qu'il démontra ses remarquables qualités de buteur, lesquelles devaient lui permettre d'enlever le titre de meilleur buteur du championnat de Tahiti à onze reprises de 1972 à 1983, dont huit fois consécutivement, avec une moyenne de 28 à 30 buts. 
De ce fait, Errol Bennett était une véritable vedette à Tahiti, tant au niveau des clubs que de l'équipe de Tahiti : Central Sport remporta huit fois de suite le championnat de Tahiti de 1972 à 1979 et fut quatre fois consécutivement vainqueur du Tournoi du Pacifique sud, qualificatif au 7e tour de la Coupe de France, précédant une victoire d'anthologie à Papeete sur l'US Orléans (3-0) lors du 7e tour, en 1978-1979 ; l’équipe de Tahiti obtint la médaille d’or aux Jeux du Pacifique sud en 1975, 1979, 1983 et fut vice-championne  d’Océanie en 1973 (avec 3 buts de Bennett, meilleur buteur de la compétition) et 1980 (1 but en finale contre l’Australie).
Errol Bennett fut l’un des footballeurs les plus talentueux et respectés du Pacifique sud, mais aussi l’un des plus populaires, des Fidji à la Nouvelle-Zélande en passant par la Papouasie et la Nouvelle-Calédonie. L'International Federation of Football History & Statitics (IFFHS) l'a élu parmi les 20 plus grands joueurs de l'Océanie du XXe siècle et meilleur joueur tahitien du XXe siècle devant Pascal Vahirua. Il mit fin à sa carrière de football à l'âge de 42 ans.
Policier municipal de profession, Errol Bennett est le père de 7 enfants, dont Naea Bennett, buteur vedette de l'AS Pirae et de l'équipe de Tahiti.